# Xande Valois
Alexandre Valois Cordeiro Filho (Río de Janeiro, 6 de septiembre de 2004), más conocido como Xande Valois, es un actor de cine y televisión brasileño.

## Carrera
Su carrera comenzó en 2012, cuando interpretó al menor de Mário (Eduardo Galvão), Tico vive con su madre Bárbara (Maria Paula) y es un apasionado de los superhéroes. Su mayor ídolo es su medio hermano Dinho (Guilherme Prates), quien siempre lo visita y con quien sueña vivir algún día. En la vigésima temporada de la serie de televisión brasileña Malhação (también llamada Malhação 2012 o Malhação: Intensa como a Vida) en 2013, interpretó el papel del huérfano Tavinho/Giuseppe, que fue adoptado de manera discreta y misteriosa por Laura y Valter. para suplir la pérdida de su hijo, Eurico. Tiene que lidiar con el rechazo de su padre adoptivo y el desprecio de Décio, su hermano mayor. Era el hijo desaparecido de Toni y Gaia, en Preciosa perla. En la telenovela Por siempre, interpretó a Caíque (Sergio Guizé) de niño. En Mujeres ambiciosas, como Joaquim, hijo de Luís Fernando (Gabriel Braga Nunes) y Karen (Maria Clara Gueiros). En Êta Mundo Bom!, interpreta a Cláudio, el hijo de Araújo. En 2017, interpreta al protagonista Zeca en la primera fase de la telenovela A Força do Querer. Aún en 2017, interpretó a Lucas en la serie Os Dias Eram Assim. En 2019 se destacó como Carlos Abílio de Lemos en la primera fase del remake de Éramos Seis.
El 28 de julio de 2021 fue anunciado como Leo, coprotagonista de la película Fazer Meu Filme (adaptación del libro de Paula Pimenta).

## Filmografía

### Televisión
| Año  | Título                        | Personaje                                      |
| ---- | ----------------------------- | ---------------------------------------------- |
| 2012 | Malhação: Intensa como a Vida | Henrique Rios Costa (Tico)                     |
| 2013 | Preciosa perla                | Otávio Passos (Tavinho) / Giuseppe Baldo       |
| 2014 | Por siempre                   | Carlos Henrique Bittencourt (Caíque) (criança) |
| 2015 | Mujeres ambiciosas            | Joaquim Fonseca Vidal                          |
| 2016 | Êta Mundo Bom!                | Cláudio Araújo (Claudinho)                     |
| 2017 | Dancinha dos Famosos          | Participante (vencedor)                        |
| 2017 | A Força do Querer             | Zeca (criança)                                 |
| 2017 | Os Dias Eram Assim            | Lucas Sampaio Dumonte                          |
| 2017 | Filhos da Pátria              | Duque de Camboinhas                            |
| 2018 | Super Chefinhos               | Participante (2° lugar)                        |
| 2018 | Sob Pressão                   | Éder Gonçalves                                 |
| 2019 | Se Eu Fechar os Olhos Agora   | Eduardo Massarini Gusmão                       |
| 2019 | Éramos Seis                   | Carlos Abílio de Lemos (criança)               |

### Cinema
| Año  | Título                         | Personaje                     |
| ---- | ------------------------------ | ----------------------------- |
| 2015 | Através da Sombra              | Antonio                       |
| 2017 | Um Tio Quase Perfeito          | Lobisomem                     |
| 2022 | Fazendo meu Filme              | Leonardo "Leo" Morel Santiago |
| 2022 | Eu Acredito em Contos de Fadas | Josh                          |